# Kudaszewo (rejon burajewski)
Kudaszewo (ros. Кудашево) – wieś (dieriewnia) w Rosji, w Baszkortostanie, w rejonie burajewskim. W 2010 liczyła 409 mieszkańców.